# Van der Waalsradie

En vätekloridmolekyl avbildad med det tänkta klotet med van der Waalsradien

van der Waalsradie är radien på ett tänkt klot som kan användas för att modellera en atom. van der Waalsradien bestäms genom att mäta mellanrummet mellan två obundna atomer i kristaller.
van der Waals-radien är uppkallad efter fysikern Johannes Diderik van der Waals.